# Bahnstrecke Rorschach–St. Gallen
| Goldachviadukt mit Eurocity München–Zürich |                            |                                      |                                      |
| Streckennummer (BAV): | 880                        |                                      |                                      |
| Fahrplanfeld: | 880                        |                                      |                                      |
| Streckenlänge: | 15.1 km                    |                                      |                                      |
| Spurweite: | 1435 mm (Normalspur)       |                                      |                                      |
| Stromsystem: | 15 kV, 16,7 Hz ~           |                                      |                                      |
| Maximale Neigung: | 22 ‰                       |                                      |                                      |
| Zweigleisigkeit: | Rorschach Stadt–St. Gallen |                                      |                                      |
| |                            |                                      |                                      |
| \| \| \| SBB-Strecke von Chur S 2 S 4 S 5 S 7 \| \| \| \| \| AB-Strecke von Heiden S 25 \| \| \| \| 65,0597,27 \| Rorschach \| 399 m ü. M. \| \| \| \| \| \| \| \| 96,32 \| Rorschach Hafen Endpunkt S 25 \| 398 m ü. M. \| \| \| \| SBB-Strecke nach Romanshorn S 7 \| \| \| \| 66,27 \| Rorschach Stadt \| 415 m ü. M. \| \| \| 67,98 \| Goldach \| 447 m ü. M. \| \| \| \| Anschlussstelle Bruggmühle \| \| \| \| \| Goldachviadukt (77 m) \| \| \| \| \| Anschlussstelle Zingg \| \| \| \| 70,46 \| Horchental \| 497 m ü. M. \| \| \| 72,79 \| Mörschwil \| 542 m ü. M. \| \| \| \| Galgentobel (559 m) \| \| \| \| 74,91 \| Engwil (bis 2011) \| 584 m ü. M. \| \| \| \| SOB von Romanshorn S 1 S 82 \| \| \| \| 78,16 \| St. Gallen St. Fiden \| 645 m ü. M. \| \| \| \| Rosenbergtunnel (1466) \| \| \| \| 80,46 \| St. Gallen Endpunkt S 82 \| 670 m ü. M. \| \| \| \| Anschluss an AB-Trogenerbahn/SGA \| \| \| \| \| SOB-Strecke nach Wattwil S 2 S 4 \| \| \| \| \| SBB-Strecke nach Wil S 1 S 5 \| \| |                            |                                      |                                      |
| Strecke |                            | SBB-Strecke von Chur S 2 S 4 S 5 S 7 | SBB-Strecke von Chur S 2 S 4 S 5 S 7 |
| Abzweig geradeaus und von links |                            | AB-Strecke von Heiden S 25           | AB-Strecke von Heiden S 25           |
| Bahnhof | 65,0597,27                 | Rorschach                            | 399 m ü. M.                          |
| Verschwenkung von links · Verschwenkung von rechts |                            |                                      |                                      |
| Bahnhof · Strecke | 96,32                      | Rorschach Hafen Endpunkt S 25        | 398 m ü. M.                          |
| Strecke nach rechts und von halblinks · Verschwenkung von links |                            | SBB-Strecke nach Romanshorn S 7      | SBB-Strecke nach Romanshorn S 7      |
| Haltepunkt / Haltestelle | 66,27                      | Rorschach Stadt                      | 415 m ü. M.                          |
| Bahnhof | 67,98                      | Goldach                              | 447 m ü. M.                          |
| Abzweig geradeaus und nach rechts |                            | Anschlussstelle Bruggmühle           | Anschlussstelle Bruggmühle           |
| Brücke über Wasserlauf |                            | Goldachviadukt (77 m)                | Goldachviadukt (77 m)                |
| Abzweig geradeaus und von links |                            | Anschlussstelle Zingg                | Anschlussstelle Zingg                |
| Dienststation / Betriebs- oder Güterbahnhof | 70,46                      | Horchental                           | 497 m ü. M.                          |
| Bahnhof | 72,79                      | Mörschwil                            | 542 m ü. M.                          |
| Brücke |                            | Galgentobel (559 m)                  | Galgentobel (559 m)                  |
| ehemaliger Dienststation / Betriebs- oder Güterbahnhof | 74,91                      | Engwil (bis 2011)                    | 584 m ü. M.                          |
| Abzweig geradeaus und von rechts |                            | SOB von Romanshorn S 1 S 82          | SOB von Romanshorn S 1 S 82          |
| Bahnhof | 78,16                      | St. Gallen St. Fiden                 | 645 m ü. M.                          |
| Tunnel |                            | Rosenbergtunnel (1466)               | Rosenbergtunnel (1466)               |
| Bahnhof | 80,46                      | St. Gallen Endpunkt S 82             | 670 m ü. M.                          |
| Strecke |                            | Anschluss an AB-Trogenerbahn/SGA     | Anschluss an AB-Trogenerbahn/SGA     |
| Abzweig geradeaus und nach links |                            | SOB-Strecke nach Wattwil S 2 S 4     | SOB-Strecke nach Wattwil S 2 S 4     |
| Strecke |                            | SBB-Strecke nach Wil S 1 S 5         | SBB-Strecke nach Wil S 1 S 5         |

Die Bahnstrecke Rorschach–St. Gallen ist eine normalspurige Eisenbahnstrecke im Schweizer Kanton St. Gallen und gehört den Schweizerischen Bundesbahnen (SBB).
Die 15 Kilometer lange Strecke wurde am 25. Oktober 1856 von der St. Gallisch-Appenzellischen Eisenbahn eröffnet und weist, mit Ausnahme des Tunnels zwischen St. Gallen St. Fiden und St. Gallen sowie leichten Bogenglättungen, den ursprünglichen Verlauf auf. Die Strecke führt vom Bahnhof Rorschach Hafen nach St. Gallen, sie macht im Bahnhof Rorschach eine Spitzkehre.

## Geschichte

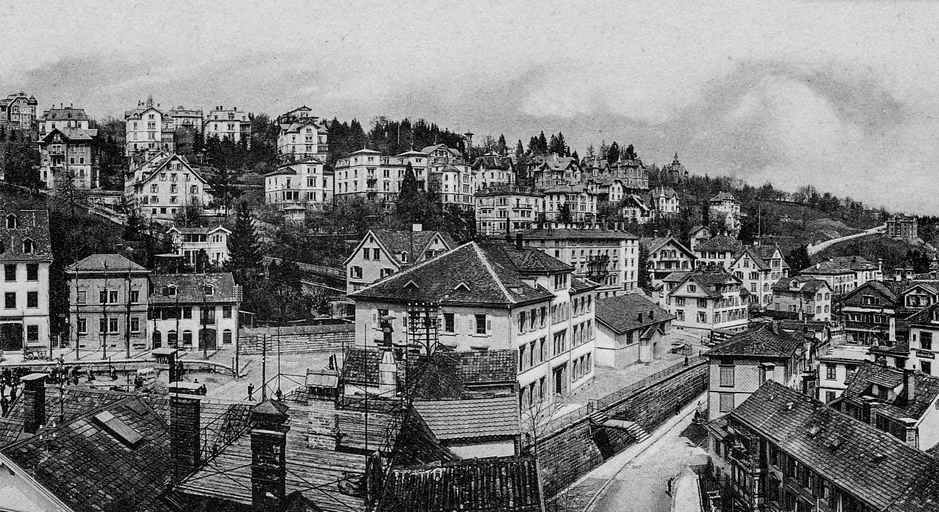
Vor der Eröffnung des Rosenbergtunnels verlief die Strecke offen durch die Stadt St. Gallen. Einschnitt vor dem damaligen Schulhaus Graben mit Passerelle.

Die Strecke wurde von der St. Gallisch-Appenzellischen Eisenbahn gebaut. Etwa ein Jahr nach der Eröffnung des ersten Streckenabschnitts konnte am 25. Oktober 1856 die Strecke Rorschach Hafen – Rorschach – St. Gallen eingeweiht werden. Diese Strecke durch das Steinachtal war sehr aufwendig, weil auf diesem Streckenabschnitt rund 250 Höhenmeter bewältigt werden mussten.
Die Strecke wurde bei der Verstaatlichung der Eisenbahnen am 1. Juli 1902 Bestandteil der Schweizerischen Bundesbahnen. Am 15. Mai 1927 wurde zwischen Winterthur und Rorschach der elektrische Betrieb mit 15 Kilovolt 16 ⅔ Hertz aufgenommen.

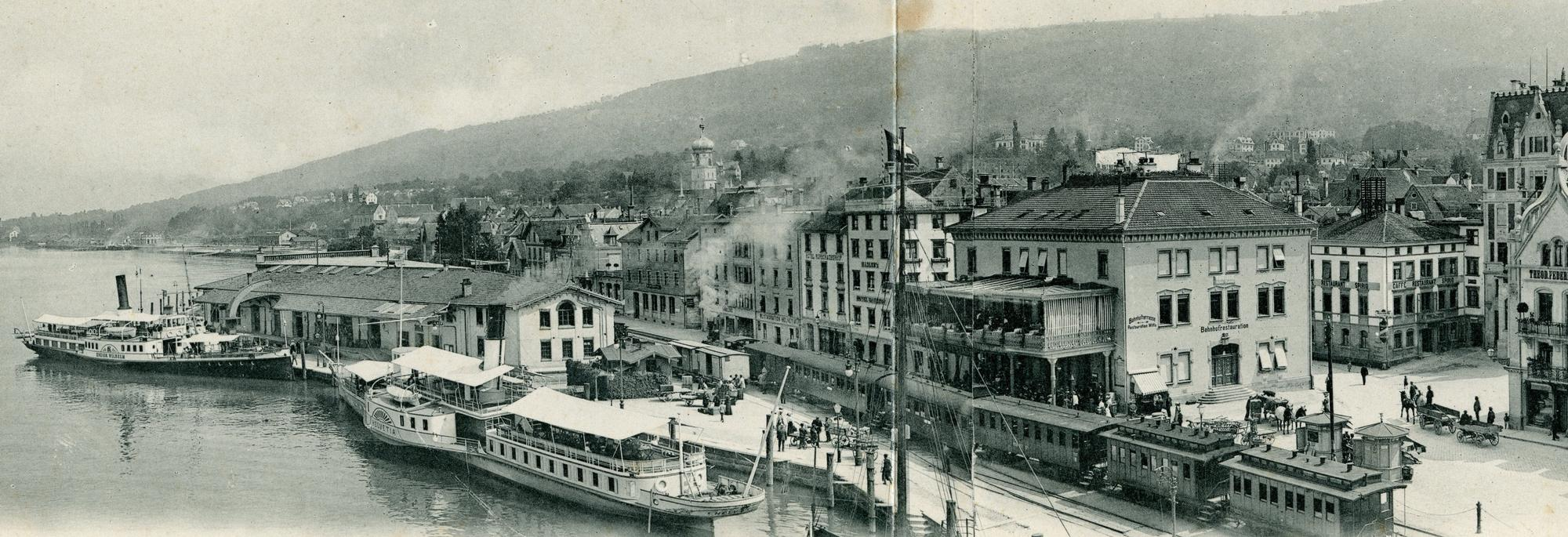
Zug der VSB in Rorschach Hafen. Die Dampfschiffe ermöglichen den Reisenden die Reise ans deutsche Bodenseeufer.

Der Abschnitt zwischen St. Gallen St. Fiden und St. Gallen war ursprünglich offen, allerdings nur einspurig trassiert. Das Gleis lag in einem Einschnitt, über den mehrere Passerellen und Brücken führten. Mit dem Bau der Bodensee-Toggenburg-Bahn war eine Überlastung dieses Streckenabschnittes absehbar. So wurde beschlossen, die Strecke unterirdisch zu verlegen, da eine offene Doppelspurstrecke als nicht realisierbar galt. In der Folge wurde auch der Bahnhof St. Gallen umgebaut und verlegt. Die Strecke mit dem 1466 Meter langen doppelspurigen Rosenbergtunnel konnte am 1. April 1912 in Betrieb genommen werden.

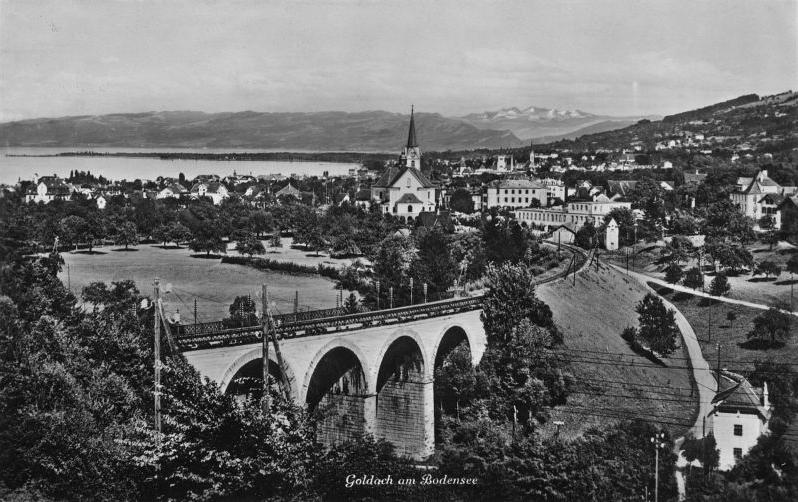
Goldachviadukt, im Hintergrund das Dorf Goldach und der Bodensee

Im Steinachtal gibt es im Galgentobel einen Kriechhang, der von der Eisenbahnlinie durchquert wird. Dieser führte mehrfach zu Betriebsunterbrechungen. Nachdem der Hang im Frühsommer 1975 erneut abrutschte, musste im Sommer 1975 eine Notbrücke erstellt werden. In der Folge sollte dieser Abschnitt über eine neue Brücke umfahren werden. Dieses Projekt sah den Ausbau als Doppelspur vor. Daher wurde talseitig eine 568 Meter lange Brücke erstellt. Die Spannbetonbrücke besitzt zehn Pfeiler. Das zweite Gleis wurde anfänglich nicht verlegt. Die Belastungsprobe am 4. April 1982 fand mit zwölf Ae 6/6 statt. Dabei bog sich die Brücke um 15 Millimeter durch, was den berechneten Werten entsprach. Die Brücke wurde anschliessend dem Verkehr übergeben.

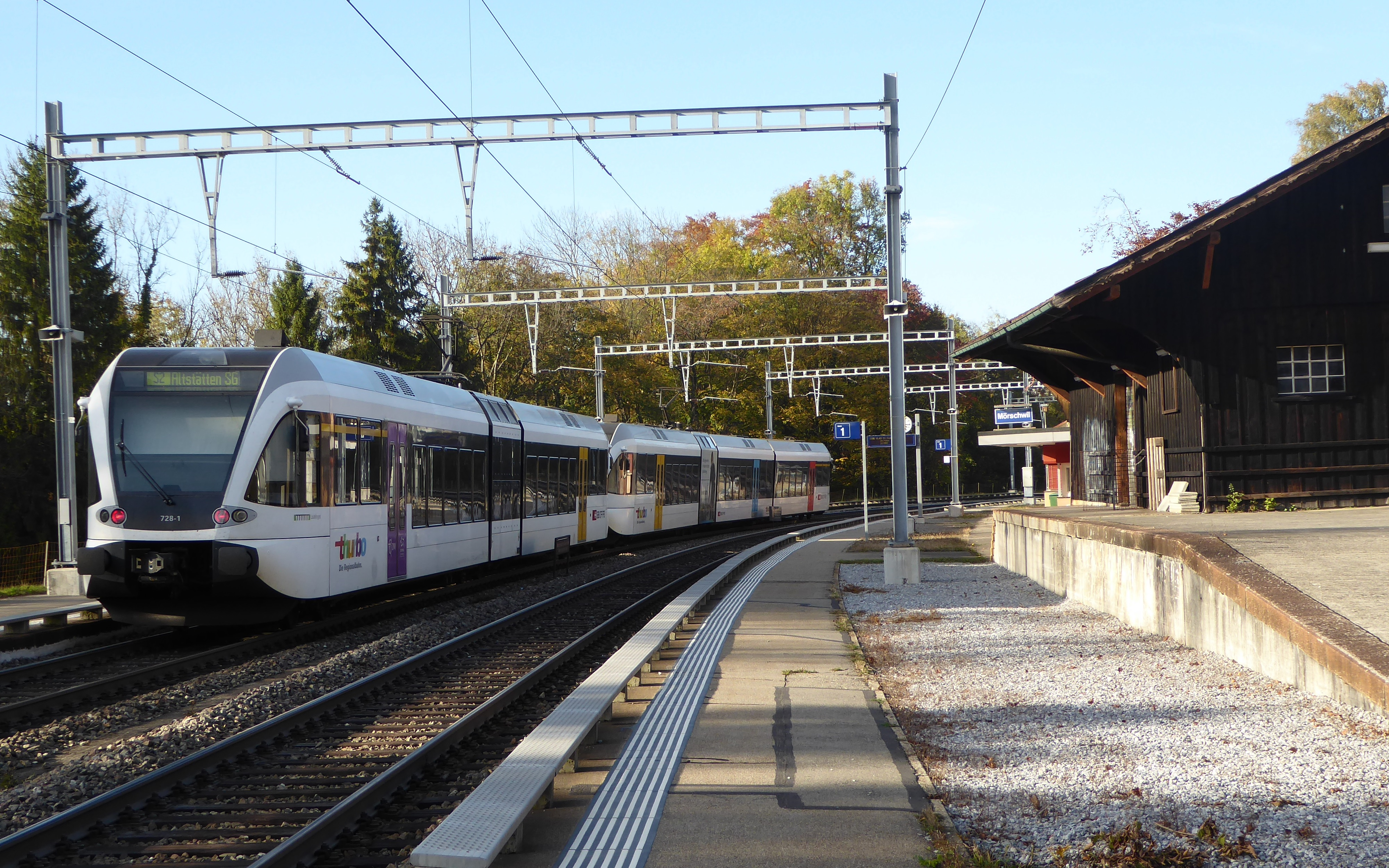
Zwei Thurbo-Gelenktriebzüge in Mörschwil als S2 St. Gallen–Rorschach–Altstätten

Der Doppelspurausbau in Richtung Mörschwil wurde erst nach dem Bau und der Einweihung der Brücke vorgenommen. So entstand 1982 zwischen Mörschwil und der neugeschaffenen Dienststation Engwil eine Doppelspurinsel. Dieser Zustand blieb bis 1994 unverändert, als der Abschnitt zwischen Horchental und Mörschwil auf Doppelspur umgebaut wurde. 2001 wurde der Bahnhof Rorschach-Stadt eröffnet.
Seit der Jahrtausendwende wird die Strecke Rorschach Stadt – St. Gallen St. Fiden vollständig auf Doppelspur ausgebaut. 2007 wurde der Abschnitt Goldach – Horchental eröffnet, 2011 das Teilstück zwischen Engwil und St. Gallen St. Fiden. Von Januar 2019 bis Mai 2020 folgte das Teilstück zwischen Rorschach Stadt und Goldach. Anschliessend wurde bis Sommer 2021 das bestehende Gleis des neuen Doppelspurabschnitts erneuert. Im Rahmen des Bahn-Ausbaupakets 2035 soll der letzte Einspurabschnitt von Rorschach nach Rorschach Stadt mit einem zweiten Gleis versehen werden.

## Betrieb
Im Nahverkehr wird die Strecke von den Linien S 2, S 4 und S 5 der S-Bahn St. Gallen befahren. Im Fernverkehr verkehren auf ihr der InterCity 5, der InterRegio 13 und der Eurocity Zürich–München.
Die Bahnlinie wird an Werktagen von rund 110 Personen- und zehn Güterzügen befahren. Sie ist damit unter den einspurigen oder teilweise noch einspurigen Strecken eine der am stärksten belasteten Bahnstrecken in der Schweiz.

## Grabenkeller

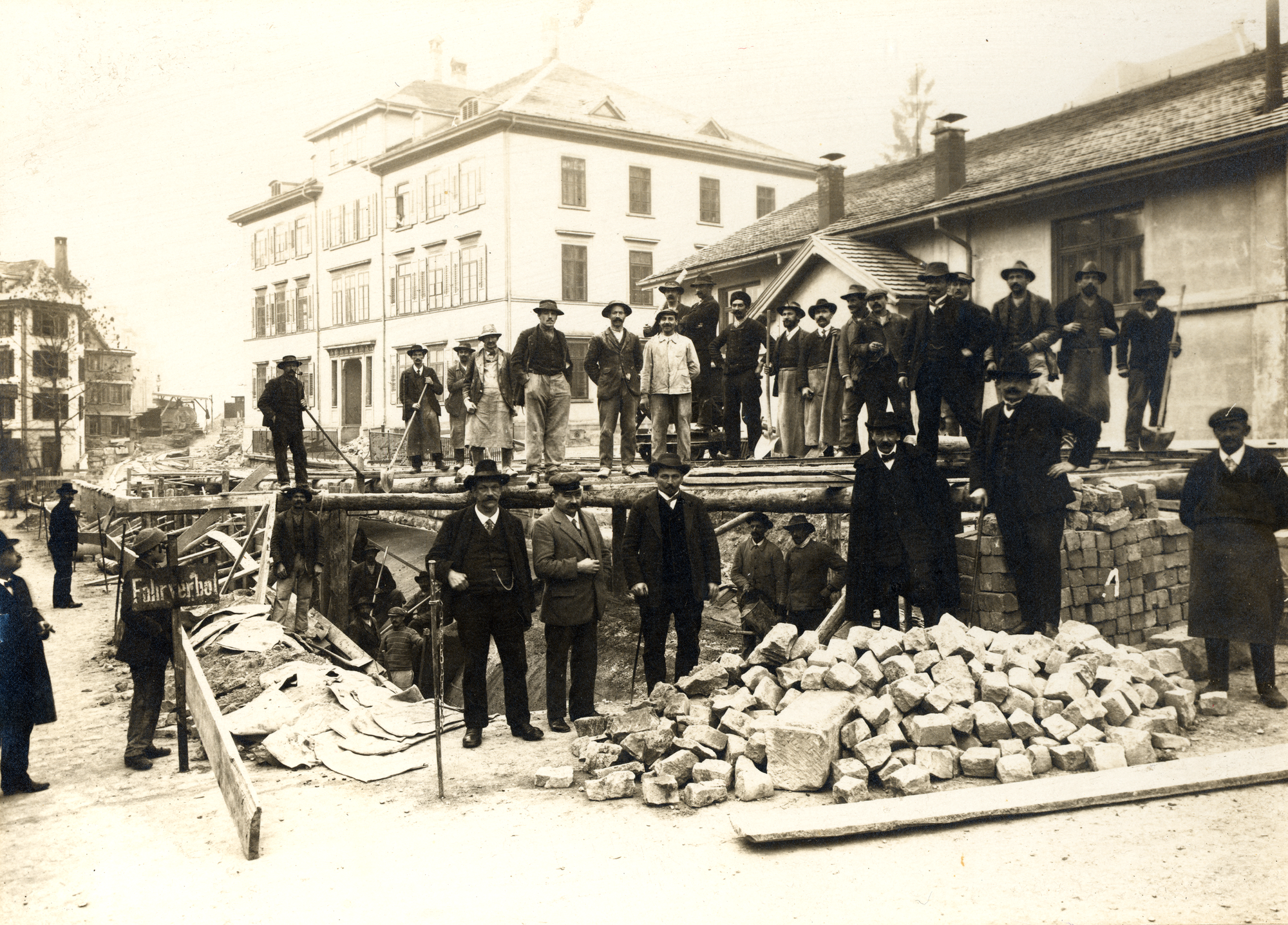
Nach 1912 wurde der Streckenabschnitt vor dem Schulhaus zugemauert

Nach der Inbetriebnahme des Rosenbergtunnels wurden grosse Teile des alten Bahntrassees zugeschüttet. Ein Teil diente mehrere Jahrzehnte als Anschlussgleis vom Bahnhof St. Fiden zum Schlachthof. Der Abschnitt vor dem 1971 abgebrochenen Schulhaus Graben wurde überdeckt und zum sogenannten Grabenkeller. Zunächst diente das unter der Fahrbahn des Unteren Grabens liegende 134,5 Meter lange Bauwerk einem einheimischen Weinhändler als Lager. Als der Weinhändler im Jahr 1951 auszog, nutzte die Stadtfeuerwehr den Grabenkeller bis 1983 als Übungsanlage. Heute ist die Anlage verwaist und wird nur noch als Trassee für Fernwärmeleitungen genutzt.